# Банк OCBC
Oversea-Chinese Banking Corporation, Limited (кит.: 華僑銀行公司), відомий як OCBC Bank (кит.: 華僑銀行) — сінгапурська багатонаціональна корпорація банківських та фінансових послуг зі штаб-квартирою в OCBC Center, Сінгапур. Банк OCBC утворено під час Великої депресії шляхом консолідації трьох банків у 1932 році — Китайського комерційного банку Limited (зареєстрованого в 1912 році), Ho Hong Bank Limited (зареєстрованого в 1917 році) та Oversea-Chinese Bank Limited (зареєстрованого в 1919 році).
OCBC Bank має активи понад 521,3 мільярда сінгапурських доларів, що робить його другим за величиною банком у Південно-Східній Азії за активами. Він також є одним із найкращих банків у світі з рейтингом Aa1 від Moody's та рейтингом AA- від Standard & Poor's.